# Bernd Wehmeyer
Bernd Wehmeyer (Herford, 6 giugno 1952) è un ex calciatore tedesco, di ruolo difensore.

## Carriera
Con la Nazionale tedesca partecipò ai Giochi Olimpici del 1984.
Con l'Amburgo vinse una Coppa dei Campioni nel 1983 e per tre volte la Bundesliga (1979, 1982, 1983).
Chiuse la carriera da dilettante con VfL 1945 Pinneberg, FC Bremerhaven, VfB Lehe and SC Wentorf.

## Palmarès

### Club

#### Competizioni nazionali
- 2. Fußball-Bundesliga: 1

Hannover 96: 1974-1975
- Campionato tedesco: 3

Amburgo: 1978-1979, 1981-1982, 1982-1983

#### Competizioni internazionali
- Coppa Piano Karl Rappan: 1

Hannover 96: 1973
- Coppa dei Campioni: 1

Amburgo: 1982-1983